# Magdalon Monsen
Magdalon Monsen (* 19. April 1910 in Bergen; † 4. September 1953 in Stockholm) war ein norwegischer Fußballspieler.

## Karriere

### Verein
Monsen gehörte von 1935 bis 1939 dem in Bergen ansässigen SK Hardy (auch als Hardy FK geläufig) an, für den er Fußball spielte – ab der Saison 1937/38 erstmals im Ligabetrieb im Distrikt VI. In der Folgesaison als Sieger aus diesem hervorgegangen, wie auch aus dem Viertelfinale gegen den Stavanger IF, wurde das Halbfinale gegen den amtierenden und späteren Meister Fredrikstad FK, nach zwei vorausgegangenen Remis trotz jeweiliger Verlängerung, im dritten Spiel mit 2:3 verloren.

### Nationalmannschaft
Monsen bestritt sechs Länderspiele und debütierte als Nationalspieler für die B-Nationalmannschaft am 22. September 1935 in Halmstad bei der 2:3-Niederlage gegen die Zweitvertretung Schwedens. Sein Debüt für die A-Nationalmannschaft erfolgte am 3. November desselben Jahres in Zürich bei der 0:2-Niederlage gegen die Schweizer Nationalmannschaft.
Mit der A-Nationalmannschaft nahm er am olympischen Fußballturnier 1936 in Berlin teil. Er wurde einzig am 13. August 1936 im Olympiastadion Berlin im Spiel um Bronze eingesetzt. Mit drei Toren von Arne Brustad wurde die Nationalmannschaft Polens mit 3:2 bezwungen und die Bronzemedaille errungen. Seinen letzten Einsatz für die A-Nationalmannschaft bestritt er am 17. September 1939 im Ullevaal-Stadion bei der 2:3-Niederlage gegen die Nationalmannschaft Schwedens im Rahmen der Nordischen Meisterschaft.

## Erfolge
- Olympische Bronzemedaille 1936